# Nattmössa

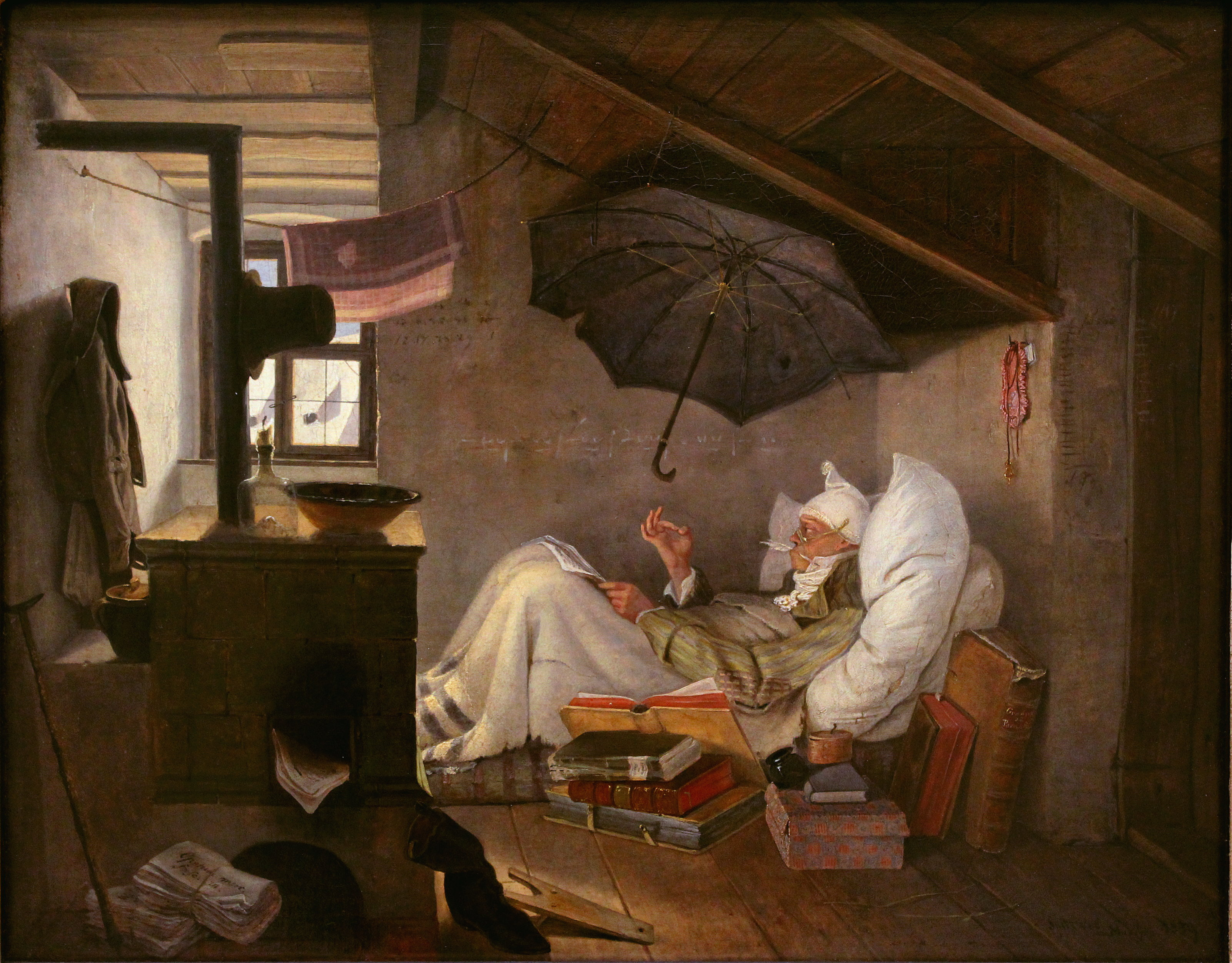
Man med vit nattmössa.

Nattmössa eller nattluva är en särskild typ av mössa, avsedd för nattligt bruk. 
Dess huvudsakliga uppgift är att hålla huvudet varmt. Den kan även förhindra fläckar på lakan och dylikt och skydda håret mot ohyra. Förr i tiden var folk vana vid att alltid ha något på huvudet, ute som inne. Till och med på de medeltida badinrättningarna kunde männen bära mössor, fastän de för övrigt var nakna. På 1600- och 1700-talen blev perukerna på modet. När peruken togs av sattes nattmössan på istället.
En nattmössa kan ha band att knyta under hakan. Nattmössor för damer kan ha spetsapplikationer.
Namnet på 1700-talets politiska parti Mössorna var ursprungligen ett öknamn. Det gavs 1737 åt Arvid Horns anhängare, som "gick med huvudena i nattmössan".